# Taylor Rain
Taylor Rain (Long Beach, Califòrnia, 1981) és una actriu estatunidenca de cinema pornogràfic.
Taylor Rain va interrompre els seus estudis d'hostessa de vol arran dels atemptats de l'11 de setembre de 2001. Fou aleshores quan va decidir endinsar-se dins la indústria del cinema per adults on amb poc temps va assolir un important reconeixement protagonitzant a partir dels inicis de 2002 escenes extremes amb Robbie James, que aleshores era el seu company en la vida real.
En un espai de tres anys va participar en més de 180 films i vídeos i amb la seva imatge de joveneta viciosa va disputar l'hegemonia a altres actrius com Gauge o Aurora Snow. Les seves especialitats són el sexe anal i els footjob (masturbacions amb els peus).
El gener de 2004 es va casar amb Scott Fayner, però el matrimoni va resultar un fracàs i fou anul·lat només cinc mesos després.
Al març de 2005 va ser guardonada com a Porn Star Beauty Pageant en el Howard Stern Radio Show i al desembre d'aquest mateix any va anunciar la seva definitiva retirada com a actriu X amb la intenció de dedicar-se a dirigir films per adults, mentre seguia millorant el seu web de pagament.

## Premis
- 2003 Premi FOXE – Vixen of the Year[4]
- 2004 Premi XRCO Award – Escena de grup – Flesh Hunter 5[5]
- 2006 Premi F.A.M.E. – Actriu Anal favorita[6]